# Barańczyce (gmina)
Barańczyce – dawna gmina wiejska w powiecie samborskim województwa lwowskiego II Rzeczypospolitej. Siedzibą gminy były Barańczyce.
Gminę utworzono 1 sierpnia 1934 w ramach reformy na podstawie ustawy scaleniowej z dotychczasowych gmin wiejskich: Barańczyce, Burczyce Nowe, Burczyce Stare, Chlewiska, Kornice, Kowenice, Mistkowice, Sadkowice, Więckowice, Wola Baraniecka i Zarajsko.
Po II wojnie światowej obszar gminy znalazł się w ZSRR.